# 三浦功 (カトリック聖職者)
三浦 功（みうら いさお、1930年12月2日 - 2021年10月11日）は、日本のカトリック聖職者。イエズス会員 使徒ヨハネ。
山口県下関生まれ。高校卒業後、地元の信用金庫に勤務。その後、聖職者を志し、上京。上智大学文学部卒、1964年同大学院哲学専攻博士課程満期退学、1967年、神学研究科修士課程修了。1957年、イエズス会に入会。1966年、司祭叙階。宇部、長府、大船、萩、下関細江、彦島各カトリック教会で宣教師牧活動に従事。ノートルダム清心女子大学家政学部助教授。聖園女学院中学校・高等学校にて生徒の父親を対象とした聖書研究会を担当。2021年10月11日に帰天された。14日カトリック麹町聖イグナチオ教会主聖堂にて追悼ミサが行われ、葬儀ミサ・告別式がYouTubeにてライブ配信される。主司式：レンゾ・デ・ルカ 神父  (イエズス会日本管区長)、英隆一朗神父（説教）と瀬本正之神父（喪主：上石神井共同体院長）が登壇。

## 著書
- 『人生を導く知恵』中央出版社 1981
- 『この不安な時代に 心にやすらぎをもたらすもの』中央出版社 1984
- 『聖書と心 人にしあわせをもたらすもの』中央出版社 1987
- 『心の病める時代に』日本基督教団出版局 1988
- 『幸せを生きるために』中央出版社 1991
- 『人間、死んだらどうなる 永遠の喜びの中に生きる』中央出版社 (発売) 1994
- 『心が安らぐために』サンパウロ 2002
- 『生と死の彼岸にあるもの』サンパウロ 2005
- 『健やかな心と体で生きる知恵』夢窓庵 2010
- 『人生の終わりの時に備えて』夢窓庵 2016